# Servaeini
Servaeini è una tribù di ragni appartenente alla Sottofamiglia Euophryinae della Famiglia Salticidae dell'Ordine Araneae della Classe Arachnida.

## Distribuzione
L'unico genere oggi noto di questa tribù è stato rinvenuto in Australia e sull'isola di Giava.

## Tassonomia
A dicembre 2010, gli aracnologi riconoscono un solo genere appartenente a questa tribù:
- Servaea Simon, 1888 — Australia, Giava (6 specie)